# Фадеев, Пётр Мамонтович
Пётр Мамонтович Фадеев (16 января 1886 Данков, Рязанская губерния — 14 августа 1942) — лётчик, авиаконструктор, изобретатель воздушного велосипеда, основатель первой планерной школы в Сибири.

## Биография
Пётр Мамонтович Фадеев родился 16 января 1886 года в Данкове Рязанской губернии в мещанской семье.
Окончил шестиклассное городское училище, Тифлисское пехотное военное училище (1912) и Севастопольскую школу лётчиков (1916).
Служил командиром взвода, полуроты в 29-м Сибирском строевом полку в Ачинске, в период Первой мировой войны проходил службу в действующей армии. Был ранен и лечился в госпитале, после чего в 1915 году обучался в школе лётчиков и служил в чине поручика в 5-м армейском авиаотряде.
В Екатеринбурге в 1918 году Фадеев был мобилизован в белую гвардию, в которой служил командиром 3-го Сибирского авиаотряда.
В 1919 году перешёл на службу в Красную Армию.
В 1920 году был арестован органами ВЧК, затем освобождён и направлен в Москву для подготовки лётному делу красноармейцев.
С 1924 по 1926 год Фадеев служил в новосибирском авиаотряде вплоть до своей демобилизации из РККА.
С 1928 года он работает старшим инструктором-планеристом авиашколы Западно-Сибирского крайсовета пролетарских спортивных обществ «Динамо» в Сибосоавиахиме.
В 1937 году был арестован органами НКВД. Лётчику предъявили обвинения в участии в «контрреволюционной кадетско-монархической организации, готовившей свержение Сов. власти путём вооружённого восстания» — «Союзе спасения России», организованной по заданию «Российского Общевойскового союза». К делу были приобщены найденные у него во время обыска 13 книг на тему авиации, а также относящиеся к авиации (в частности к планеризму) 4 папки с картами, описаниями и расчетами.
Пётр Фадеев умер от миокардита 14 августа 1942 года.
В 1957 году был посмертно реабилитирован решением Военного трибунала СибВО.

## Создание летательных аппаратов

### Конструирование аэровелосипеда
В 1924 году в Новониколаевске (совр. Новосибирск) Пётр Фадеев занимается созданием воздушного велосипеда. Ранее подобные летательные аппараты пытались создать в различных странах, но они отрывались от земли приблизительно сантиметров на сорок и были не способны летать. Последний аэровелосипед пытались создать в 1912–1913 годах.
За основу собственного воздушного велосипеда Фадеев взял планер. Однако, в отличие от планера, который способен подниматься только с возвышенности, его аппарат должен был взлетать в воздух с любой ровной поверхности за счёт тяги пропеллера, приводимого в движение усилиями человеческих мышц.
В основе работы аппарата лежали велосипедная педаль и четыре шестерни, приводящие в движение ось малого пропеллера. Обыкновенный планер без воздушного винта нужно было буксировать на канате, в то время как воздушный винт велосипеда Фадеева должен был поднимать в воздух аппарат только при помощи человеческой силы. При этом пилоту не требовалось больших усилий для вращения педалей. Фадеев считал, что «с полной нагрузкой придется работать лишь в том случае, если будут отсутствовать восходящие потоки воздуха, что бывает весьма редко». По его мнению все неудачи иностранных конструкторов заключались в том, что «они смотрели на аэровелосипед как на аппарат, подобный аэроплану, где полёт базируется на тяге винта».
Перед конструированием летательного аппарата изобретатель исследовал крылья птиц: орла, грифа, альбатроса и кондора. Крылья воздушного велосипеда должны были «автоматически становиться под наивыгоднейший угол атаки».
Изобретение конструктора заинтересовало секретариата Сибирского отделения Общества друзей воздушного флота, который сразу выделил средства на создание летательной машины.
В создании летательного аппарата принимали участие советские предприятия: его строили работники Новониколаевского чугунолитейного завода после рабочего дня под личным наблюдением Фадеева, а Текстильсиндикат выделил для крыльев будущего аэровелосипеда 50 м полотна.
К концу декабря 1924 года работы по созданию машины были практически завершены, однако о дальнейшей судьбе машины ничего не известно.

### Постройка двухместного планера
В 1934 году Фадеев самостоятельно соорудил двухместный планер с двойным управлением.

## Участие в экспедициях
Принимал участие в авиаэкспедиции по нахождению воздушного пути Иркутск—Якутск.

## Награды
Пётр Мамонтович Фадеев был неоднократно награждён Почётными грамотами за подготовку планеристов, в 1931 году за 9 месяцев он обучил 71 пилота-планериста.